# ورلد واید پیکچرز
ورلد واید پیکچرز (انگلیسی: World Wide Pictures) شرکت رسانه‌ای بریتانیایی است، که در سال ۱۹۳۵ تأسیس شد.